# Tony DiCicco
Tony DiCicco (Wethersfield, 1948. augusztus 5. – Wethersfield, 2017. június 19.) válogatott amerikai labdarúgó, kapus, edző.

## Pályafutása

### Játékosként
A Connecticut Wildcats és a Rhode Island Oceaneers csapataiban védett. 1973-ban egy alkalommal szerepelt az amerikai válogatottban.

### Edzőként
1991-ben az amerikai női válogatott, majd 1993-ban az U20-as válogatott kapusedzője volt. 1994 és 1999 között a női válogatott szövetségi kapitánya volt. Az 1995-ös svédországi világbajnokságon bronzérmes lett a csapattal. A következő évben az atlantai olimpián, majd az 1999-es hazai rendezésű világbajnokságon  aranyérmes lett a válogatottal. 2008-ban az U20-as női válogatottat vezette a világbajnoki címig. 2009 és 2011 között a Boston Breakers vezetőedzője volt.

## Sikerei, díjai
Egyesült Államok, női válogatott
- Világbajnokság
  - aranyérmes: 1999, Egyesült Államok
  - bronzérmes: 1995, Svédország
- Olimpiai játékok
  - aranyérmes: 1996, Atlanta
- U20-as világbajnokság
  - aranyérmes: 2008, Chile